# Shargʻun
Shargʻun (uzb. cyr.: Шарғун; ros.: Шаргунь, Szarguń) – miasto w południowo-wschodnim Uzbekistanie, w wilajecie surchandaryjskim. W 2016 roku liczyło 11,4 tys. mieszkańców.